# سانت ريجيس
فنادق ومنتجعات سانت ريجيس هي سلسلة فنادق فاخرة جزء من ماريوت الدولية.

## التاريخ
في عام 1904 ، بنى جون جاكوب آستور الرابع فندق سانت ريجيس نيويورك كملكية شقيقة لفندق والدورف أستوريا المملوك جزئيًا له. تُظهر الفخامة والتقدم التكنولوجي ، وكان لكل غرفة هاتفها الخاص. حدثت تغييرات في الملكية ، وجناح جديد ، وترميمات على مدى العقود التالية. في عام 1966 ، قامت فنادق شيراتون بشراء العقار. [بحاجة لمصدر] بعد عملية ترميم واسعة النطاق في عام 1991 ، أصبح الفندق الفندق الرائد لفنادق شيراتون الرائدة التي تم تغيير علامتها التجارية إلى ITT Sheraton Luxury Collection. [بحاجة لمصدر]
في عام 1998 ، استحوذت ستاروود على علامة شيراتون التجارية ،  وأنشأت علامة تجارية جديدة لسانت ريجيس. في سبتمبر 2016 ، استحوذت ماريوت على سلسلة سانت ريجيس كجزء من استحواذها على ستاروود. لا يمكن استخدام اسم العلامة التجارية في البر الرئيسي السفلي لكولومبيا البريطانية ، لأن الاسم مملوك قانونيًا لفندق سانت ريجيس المستقل ، فانكوفر ، الذي تم بناؤه عام 1913.